# Kirche am Stölpchensee

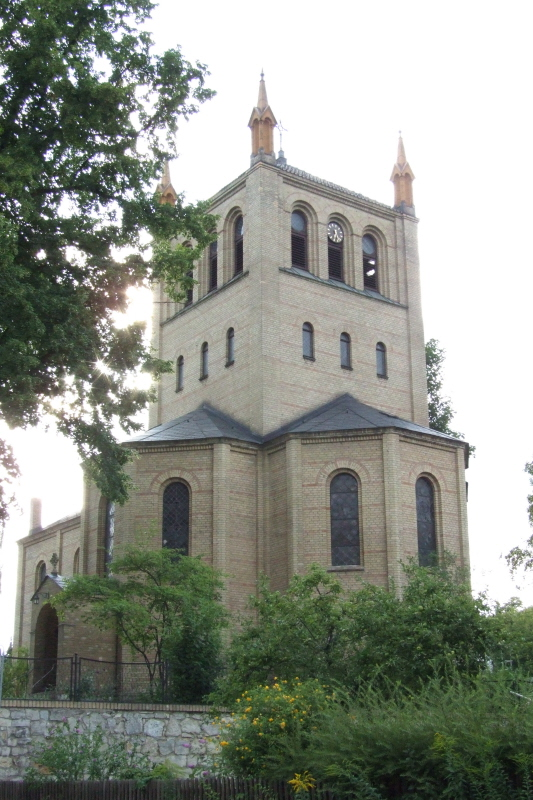
Kirche am Stölpchensee

Die Kirche am Stölpchensee ist eine Kirche der Evangelischen Kirchengemeinde Berlin-Wannsee. Sie ist die Nachfolgerin der mittelalterlichen Dorfkirche von Stolpe im Berliner Ortsteil Wannsee. Sie liegt am Wilhelmplatz und ist ein Saalbau mit Vierungsturm. Die Kirche wurde von 1858 bis 1859 vom Leiter des preußischen Hof- und Staatsbauwesens Friedrich August Stüler nach einer Idee von König Friedrich Wilhelm IV. erbaut. Im November 1859 wurde die Kirche, deren Bau 15.000 Taler kostete, eingeweiht. Sie steht unter Denkmalschutz. Seit 1965 ist sie nach dem nahe gelegenen Stölpchensee benannt, davor hieß sie zur Unterscheidung von der zur selben Kirchengemeinde gehörenden Andreaskirche Alte Kirche.

## Geschichte

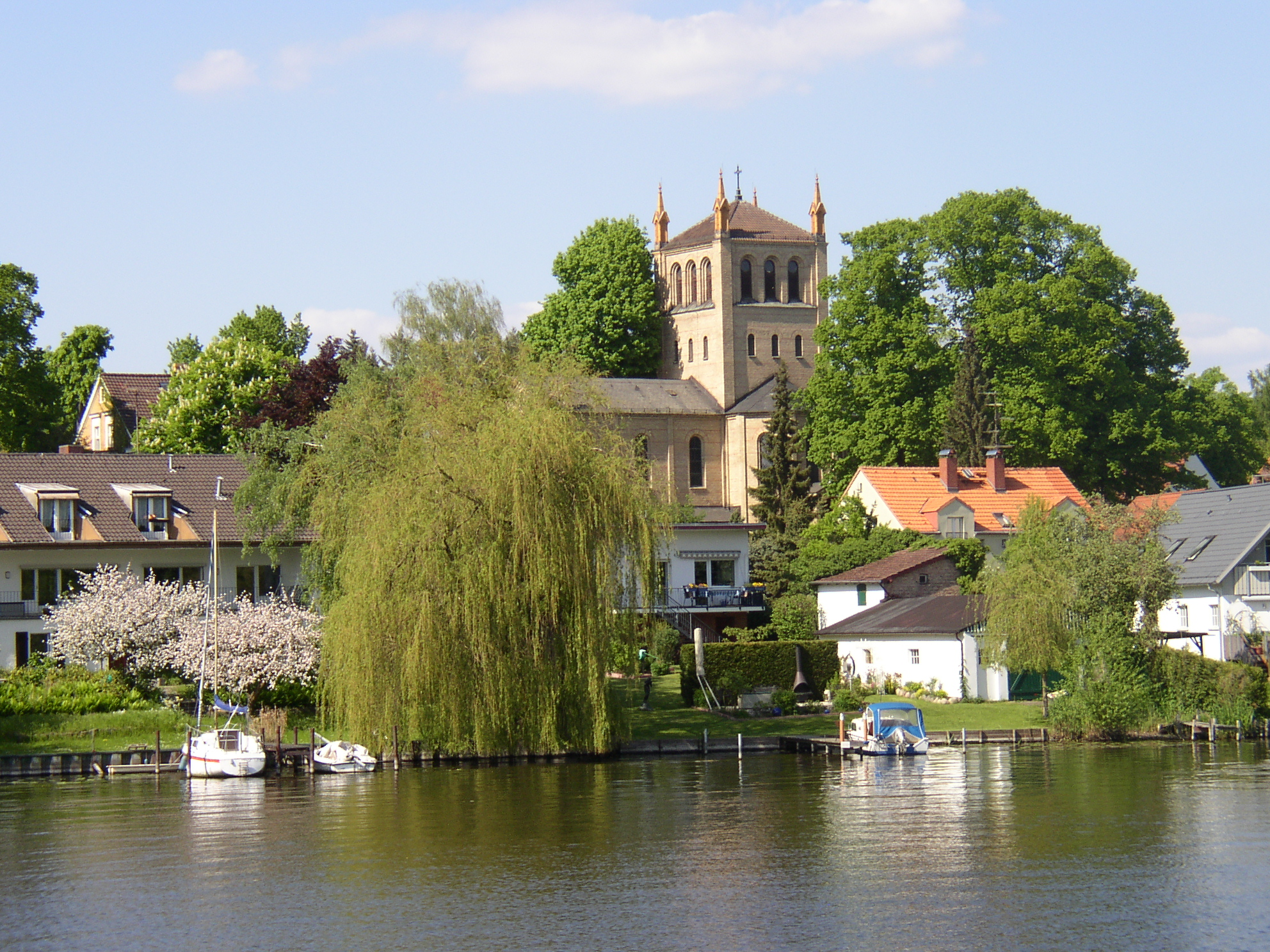
Stölpchensee mit Kirche

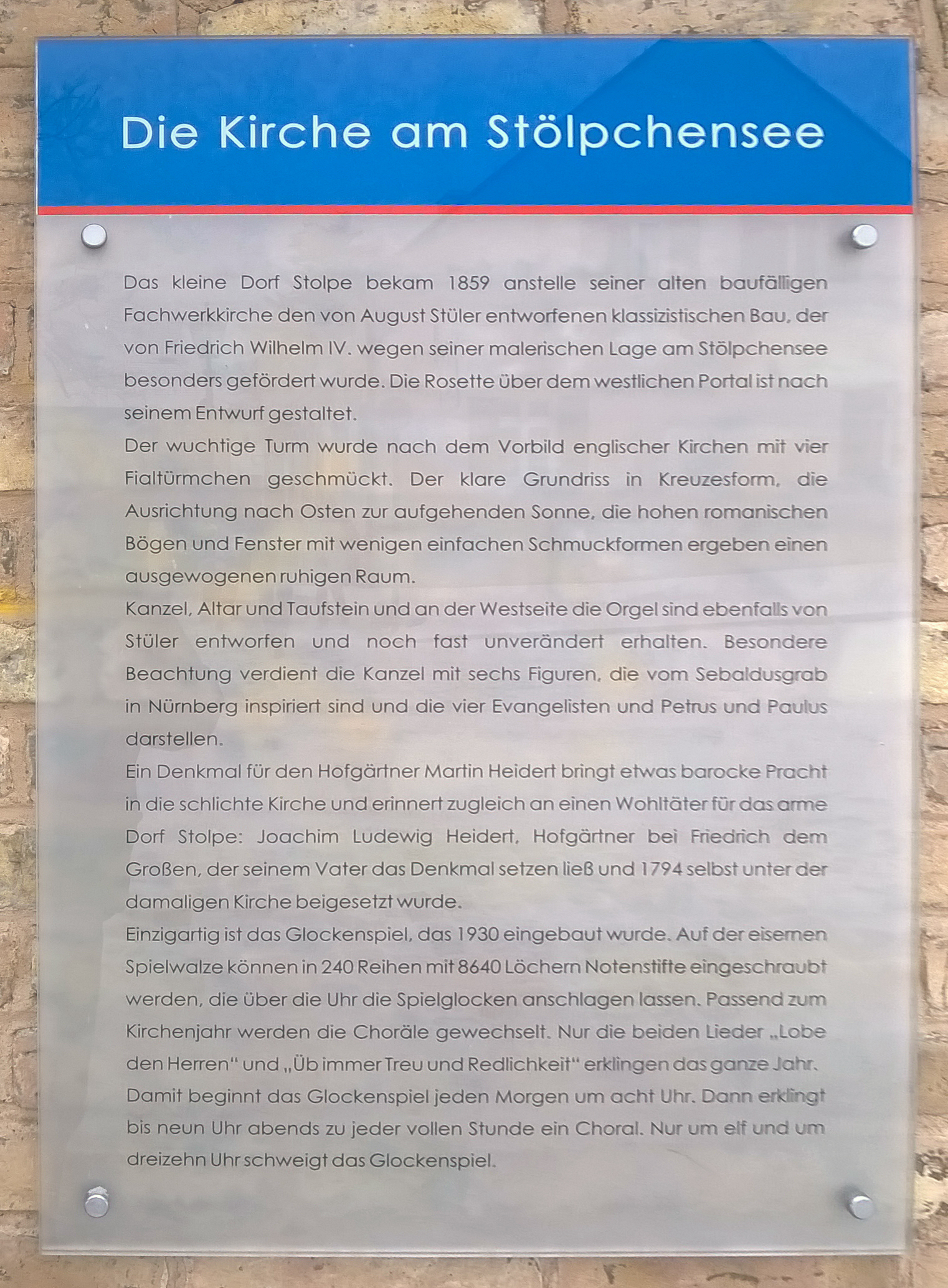
Gedenktafel am Haus, Wilhelmplatz 1, in Berlin-Wannsee

Ende des 12. Jahrhunderts zogen deutsche Siedler im Rahmen der deutschen Ostsiedlung in das slawische Sackgassendorf Stolpe. Eine Kirche, vermutlich aus Fachwerk, entstand erst im 15. Jahrhundert. In diesem Vorgängerbau der heutigen Kirche heirateten 1833 Harry Maitey, der erste Hawaiier in Preußen, und Dorothea Charlotte Becker.
Im Jahr 1858 hatte das Dorf Stolpe 330 Einwohner, davon 59 in der Kolonie Steinstücken. In Nikolskoe, wo 1819 das Blockhaus Nikolskoë und von 1834 bis 1837 die Kirche St. Peter und Paul errichtet wurde, lebten 23 Einwohner.
Die alte, noch aus dem späten Mittelalter stammende und zur Zeit des Großen Kurfürsten oder des ersten Königs umgebaute Fachwerkkirche wurde baufällig und musste wegen akuter Einsturzgefahr geschlossen werden. Versuche, das Gebälk mittels einer massiven Rückwand zu stützen, schlugen fehl. Sie wurde deshalb 1854 abgerissen.
Die Gottesdienste fanden nun in der Schule statt, allerdings jetzt mit wenigen Besuchern, sodass die Errichtung einer neuen Kirche als vordringlich angesehen wurde. Der Bauinspektor Gärtner von der Regierung in Potsdam fertigte für die Kirche einen Entwurf in einfach-dörflichen Dimensionen an. König Friedrich Wilhelm IV., der häufig Einfluss auf Kirchbauprojekte nahm, verwarf diesen Plan. Er beauftragte Stüler, einen Neubauentwurf nach seinen, durch die Beschäftigung mit der Architektur Italiens geprägten stilistischen Vorstellungen zu erstellen. Der dominierende, signifikante Turm erinnert im Typ eher an einen Donjon, hat jedenfalls keinen dörflichen Charakter. Da Friedrich Wilhelm IV. die Mehrkosten gegenüber einer Kirche im Gärtner’schen Sinn übernahm, wurde er Patron dieses Neubaus.
Im Jahr 1898 wurde die Landgemeinde Stolpe, zu der auch die Villenkolonie Wannsee gehörte, in Wannsee umbenannt. 1901 wurde Wannsee eine eigene Kirchengemeinde, bis dahin bildete Wannsee zusammen mit Klein-Glienicke einschließlich der Villenkolonie Neubabelsberg eine Kirchengemeinde. Die evangelischen Bewohner von Klein-Glienicke mussten früher die Kirche im Nachbardorf Stolpe besuchen. Erst Friedrich Wilhelm III. ließ für die Klein-Glienicker die 1837 eingeweihte Kirche St. Peter und Paul errichten.

## Gebäude

### Architektur und Ausstattung
Das Mauerwerk, in dem noch Teile des Vorgängerbaus verwendet sind, ist mit gelben Ziegeln verblendet. Die Kirche hat den Grundriss eines lateinischen Kreuzes. Sie besteht aus einem Langhaus mit Vorhalle, das von einem Querschiff durchschnitten wird. Die Querschiffsflügel und der Chor, die an die Vierung anschließen, haben polygonale Form (Drei-Konchen-Chor). Über der Vierung erhebt sich ein massiger, quadratischer Turm mit einem flachen Pyramidendach. An den vier Ecken des Daches sind neogotische Pyramidentürmchen aufgesetzt, die allerdings zu dem neoromanischen Bauwerk im Rundbogenstil nicht ganz passen.
Die gekreuzten Kirchenschiffe sind mit Holzdecken versehen. Im Original sind aus Sandstein erhalten die Kanzel, die von vier Statuetten der Evangelisten geziert wird, der Altar mit einer spätgotischen Kreuzigungsgruppe (aus der Berliner Franziskaner-Klosterkirche), die Taufe und ein prächtiges barockes Grabmal für die Hofgärtnerfamilie Heidert (Entwurf vermutlich Wilhelm Christian Meyer).

### Glocken

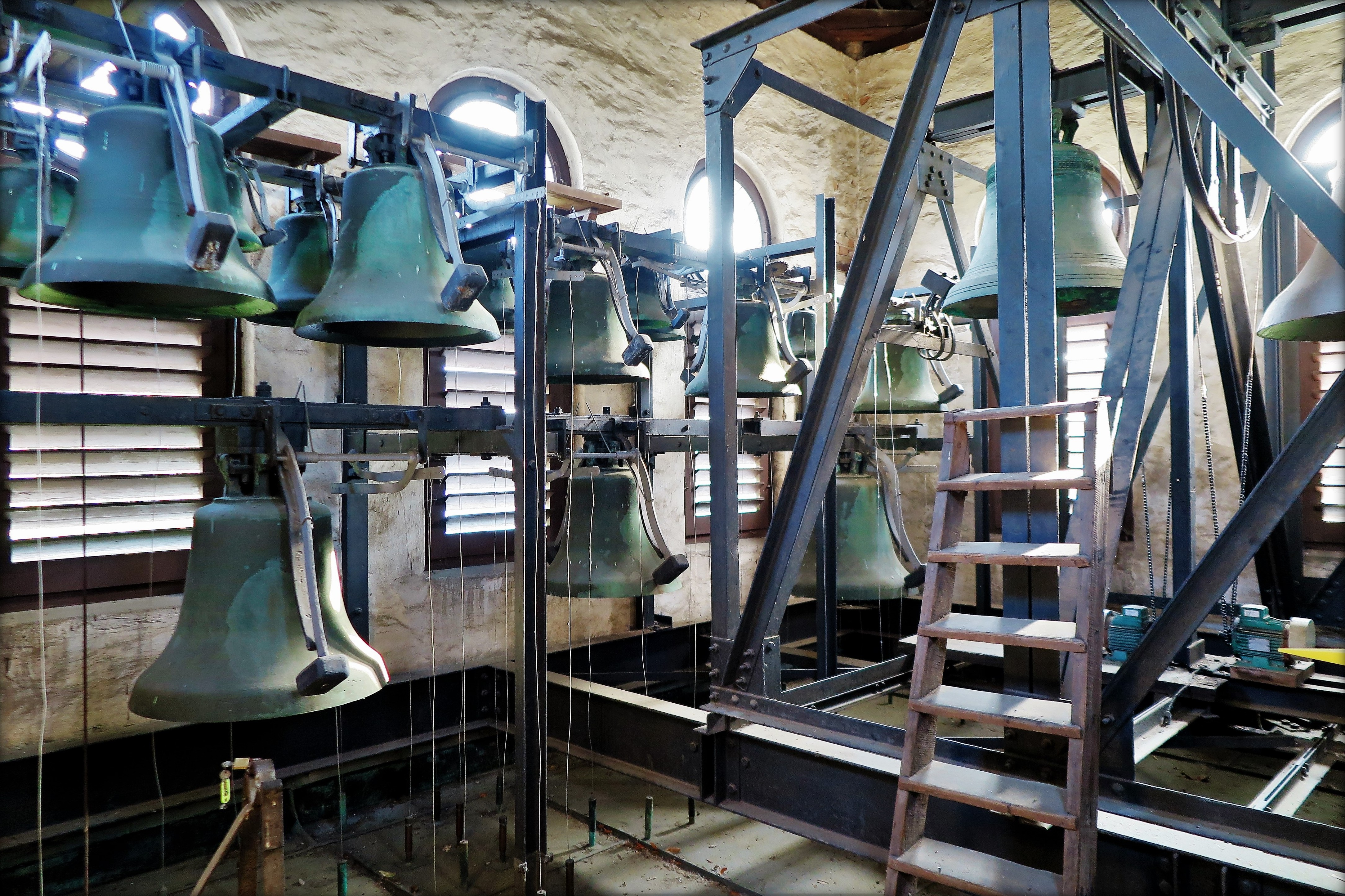
Glockenspielanlage

Im Vierungsturm hängen drei Glocken. eine Bronzeglocke des ursprünglichen Geläuts musste im Ersten Weltkrieg für Rüstungszwecke abgegeben werden. Sie wurde 1930 durch einen Guss von Franz Schilling, Apolda ersetzt. Gleichzeitig erhielt die Kirche eine Turmuhr und einen Satz von 18 Spielglocken. Das Glockenspiel wurde ebenso wie zwei der drei Bronzeglocken im Zweiten Weltkrieg eingeschmolzen. Die Spielglocken wurden 1958 durch die Glockengießerei Petit & Gebr. Edelbrock ersetzt, die beiden Läuteglocken bereits 1955 durch Gussstahlglocken des Bochumer Vereins.
| Glocke | Gussjahr | Material | Gewicht | Durchmesser | Schlagton | Inschrift                                      |
| ------ | -------- | -------- | ------- | ----------- | --------- | ---------------------------------------------- |
| 1      | 1955     | Stahl    | 780 kg  | 1190 mm     | f′        | O LAND LAND LAND HÖRE DES HERRN WORT           |
| 2      | 1930     | Bronze   | 459 kg  | 0840 mm     | as’       | FRANZ SCHILLING SOEHNE APOLDA GOSSEN MICH 1930 |
| 3      | 1955     | Stahl    | 260 kg  | 0860 mm     | b’        | DES HERRN WORT BLEIBT IN EWIGKEIT              |

### Orgel
Eine Orgel war ursprünglich nicht geplant, und Stüler sah auch zunächst keine rückwärtige Empore vor. Noch vor Fertigstellung der Kirche wurde jedoch der Gemeinde eine Orgel vom König zugesagt, sodass das Radfenster in der Eingangsfassade keine Wirkung mehr für den Innenraum entfaltet. Mehrfach umgebaut ist die Orgel in ihrer Substanz im Wesentlichen bis 2010 erhalten geblieben.
Im Jahr 2010 erhielt die Kirche eine neue Orgel der Orgelbaufirma Mühleisen in dem historischen Gehäuse aus dem Jahr 1861 von Carl Ludwig Gesell und Carl Schultze. Das Instrument hat 17 Register auf zwei Manualwerken und Pedal. Die Register des Hauptwerkes stehen teilweise auf Wechselschleifen und sind so vom zweiten Manual aus spielbar.
| I Hauptwerk C–f3  |        |
| Principal         | 8′     |
| Gedackt           | 8′     |
| Salicional        | 8′     |
| Flaute amabile    | 8′     |
| Unda maris        | 8′     |
| Octave            | 4′     |
| Flauto dolce      | 4′     |
| Rohrflöte         | 4′     |
| Nasard            | 2 ⁄3′  |
| Terz              | 1 3⁄5′ |
| Flautino          | 2′     |
| Progressio II–III |        |
| Cor anglais       | 8′     |

| II Wechselschleifenmanual C–f1 |        |
| Flaute amabile                 | 8′     |
| Salicional                     | 8′     |
| Gedackt                        | 8′     |
| Flauto dolce                   | 4′     |
| Rohrflöte                      | 4′     |
| Nasard                         | 2 ⁄3′  |
| Terz                           | 1 3⁄5′ |
| Flautino                       | 2′     |

| Pedalwerk C–f1 |     |
| Subbass        | 16′ |
| Violon         | 08′ |
| Choralbass     | 04′ |
| Fagott         | 16′ |

* Koppeln: II/I (auch als Suboktavkoppel), I/P, II/P